# Nestor (Schiff, 1941)
HMAS Nestor (Kennung: G02) war ein Zerstörer der N-Klasse. Der Zerstörer wurde am 3. Februar 1941 als viertes Schiff der Klasse und drittes für die Royal Australian Navy Dienst gestellt. Er war – wie vier seiner Schwesterschiffe – eine Leihgabe der Royal Navy. Im Zweiten Weltkrieg wurde er mit den Battle Honours Bismarck 1941, Atlantic 1941, Malta Convoys 1941–42 und Indian Ocean 1942 ausgezeichnet.
Während der Operation Vigorous verursachten Nahtreffer italienischer Bomber am 15. Juni 1942 die Überflutung der Maschinenräume der Nestor und die Javelin nahm den antriebslosen Havaristen in Schlepp. Als am nächsten Morgen die Schlepptrosse brach und das eindringende Wasser auch nicht bekämpft werden konnte, übernahm die Javelin die Besatzung der Nestor, die durch Zündung ihrer Wasserbomben versenkt wurde. Bis auf vier Besatzungsmitglieder konnte die Besatzung der Nestor gerettet werden.

Die Nestor war das einzige größere Schiff der RAN, das nie in australischen Gewässern operierte, und der einzige der acht Zerstörer der N-Klasse, der im Zweiten Weltkrieg verloren ging.

## Geschichte
Am 15. April 1939 bestellte die Royal Navy acht Zerstörer der N-Klasse als Nachbauten der 1937 bestellten Schiffe der J- und K-Klasse bei vier Werften, die schon Schiffe dieses Typs gebaut hatten. Die spätere HMAS Nestor wurde am 26. Juli 1939 bei der Fairfield Shipbuilding & Engineering Company in Govan zusammen mit ihrem Schwesterschiff Napier auf Kiel gelegt. Am 9. Juli 1940 lief sie als viertes Schiff der N-Klasse vom Stapel. Sie war das dritte Schiff der Royal Navy, das den Namen des weisen Nestor aus der griechischen Mythologie erhielt. Zuletzt hatte den Namen 1915 ein ebenfalls bei Fairfield entstandener Zerstörer der Admiralty M-Klasse erhalten, der 1916 in der Skagerrakschlacht gesunken war.
Während der Ausrüstung der Schiffe vereinbarte die Royal Navy die leihweise Weitergabe dieser Zerstörer an alliierte Marinen. So wurde die Nestor am 12. Februar 1941 als dritter moderner Zerstörer der australischen Marine in Dienst gestellt.

### Einsätze
Nach ihrer Indienststellung wurde die Nestor der 6. Zerstörerflottille in Scapa Flow zugeteilt. Bereits am 9. April war sie zurück auf der Werft in Govan, wo im Zuge nötiger Reparaturen auch ein neues Feuerleitradar vom Typ 285 installiert wurde.
Im Mai 1941 suchte die Nestor mit den Kreuzern Edinburgh, Manchester und Birmingham sowie den Tribal-Zerstörern Bedouin, Eskimo und Somali ein deutsches Wetterschiff im Nordmeer, um Schlüsselmaterialien zu erbeuten. Das gesuchte deutsche Wetterbeobachtungsschiff München wurde von der Somali geentert. Der Besatzung der München gelang es rechtzeitig, die Enigma des Schiffs in einem beschwerten Sack über Bord zu werfen und zu versenken. Die Bedienungshandbücher der Maschine sowie wichtige Kodierbücher wurden jedoch an Bord vergessen und ermöglichten den alliierten Kodebrechern einen Durchbruch bei der Entschlüsselung der deutschen Marinecodes. Die Unterlagen wurden von der Nestor sofort nach Scapa Flow gebracht.

Ende Mai war der Zerstörer an der Verfolgung des deutschen Schlachtschiffs Bismarck durch die Home Fleet beteiligt, war aber vor dem Gefecht mit der Bismarck nach Island zum Auftanken entlassen worden. Anschließend geleitete sie die Schlachtschiffe King George V und Rodney zurück nach Loch Ewe.
Zwischen dem 8. und 13. Juni wurde dann der hintere Torpedorohrsatz der Nestor durch ein 102-mm-Geschütz ersetzt, um die Flugabwehreigenschaften zu verbessern.

### Einsätze bei der Force H
Am 12. Juli 1941 stach die Nestor zusammen mit weiteren Kriegsschiffen in See, um den Militärkonvoi WS9C nach Gibraltar zu geleiten. Am 19. Juli traf sie dort ein und verließ Gibraltar am 21. Juli als Teil der Operation Substance der von Einheiten der Home Fleet verstärkten Force H zur Versorgung von Malta. Sie gehörte zur „Force X“, die den Konvoi von sechs Transportern mit den Kreuzern Edinburgh, Arethusa  und Hermione sowie der Manxman und zehn Zerstörern nach dem Abdrehen der Force H durch die Straße von Sizilien bis nach Malta begleiten sollte. Als der Konvoi in der Nacht zum 24. Juli Pantelleria passierte, wurde er von zwei italienischen Schnellbooten angegriffen, denen es trotz Entdeckung durch die Cossack gelang, den Transporter Sydney Star (12.696 BRT) zu torpedieren, der liegenblieb. Nestor übernahm 487 der eingeschifften Soldaten sowie Teile der Besatzung und sicherte den dann doch mit eigener Kraft weiterlaufenden Transporter bis nach Malta. Nach der Anlandung der über 500 Passagiere kehrte sie mit den anderen Sicherungseinheiten nach Gibraltar zurück.
In der Folgezeit begleitete sie Konvois im westlichen Mittelmeer sowie im Atlantik und diente dem Schutz anderer Kriegsschiffe, bis sie am 13. September bei der Sicherung eines Konvois nach Freetown durch die Explosion einer eigenen Wasserbombe beschädigt wurde. Die Reparatur in der Marinewerft in Devonport nahm Oktober und November in Anspruch. Im Zuge der Überholung wurde die Flakkapazität durch die Installation mehrerer 20-mm-Oerlikon-Kanonen verstärkt.
Nach ihrer Rückkehr nach Gibraltar machte sich die Nestor am 14. Dezember 1941 in Begleitung der Zerstörer Foxhound und der neuen Gurkha sowie der Croome der Hunt-Klasse auf die Suche nach vom Nachrichtendienst gemeldeten U-Booten. Am 15. Dezember wurde südöstlich von Kap St. Vincent das aufgetauchte U 127 gesichtet. Die Zerstörer griffen das Boot mit Wasserbomben an und die Nestor versenkte es auf Position 36° 28′ N, 9° 12′ W. Es gab keine Überlebenden auf U 127.
Am 20. Dezember 1941 wurde die Nestor zur Mediterranean Fleet versetzt. Sie verlegte über Malta nach Alexandria zusammen mit dem nach Reparatur in den USA zur Mittelmeerflotte zurückkehrenden Kreuzer Dido und den Zerstörern Gurkha der L-Klasse, Foxhound und Arrow. Ab Malta sicherte der Verlegungsverband auch vier leere Transporter auf ihrem Rückmarsch nach Ägypten.

### Einsätze 1942
Schon am Silvestertag nahm die Nestor zusammen mit den Schwesterschiffen Napier und Nizam an einer Beschießung von Bardia teil. Am 2. Januar 1942 kapitulierten die dort eingeschlossenen deutsch-italienischen Truppen.
Am 3. Januar 1942 wurden die drei australischen Zerstörer zum Dienst im Indischen Ozean abgestellt und nach Aden verlegt, wo sie am 7. Januar eintrafen. Ab dem 9. Januar eskortierten die drei den Flugzeugträger Indomitable, der am 14. Port Sudan als Flugzeugtransporter mit 48 Hurricane-Jagdflugzeuge der Royal Air Force zur Verstärkung der Luftverteidigung Singapurs verließ. Der Verband lief über das Addu-Atoll (21.) und die Kokosinseln (25. Januar, Treibstoffergänzung) ins Seegebiet südlich von Java, von wo die 48 Hurricane-Jagdflugzeuge am 27.–28. Januar nach Niederländisch-Ostindien verlegten. Der Verband erreichte am 2. Februar Trincomalee auf Ceylon. Anschließend blieben die australischen Zerstörer beim Träger und die Nestor diente als Sicherheitszerstörer des Trägers. Während der Starts seiner Kampfflugzeuge sollte er ggf. bei Fehlstarts die Besatzungen der Maschinen retten. Eine weitere Flugzeugladung übernahm die Indomitable am 24. Februar in Port Sudan für Niederländisch-Ostindien. Wegen des Kriegsverlaufs wurde die Abgabe abgesagt und der Verband ging nach Ceylon. Napier gehörte mit ihren Schwestern zur schnellen Gruppe der Eastern Fleet.

### Das Ende derNestor
Im Juni 1942 kehrte die Nestor ins Mittelmeer zurück, um im Rahmen der Operation Vigorous Versorgungskonvois zwischen Alexandria und Malta zu begleiten. Auf Grund ständiger und starker Luftangriffe durch die Achsenmächte konnten diese Konvois nur unter starkem Begleitschutz durchgeführt werden. Es wurden von alliierter Seite gleichzeitig ein Westkonvoi („Harpoon“) von Gibraltar und ein Ostkonvoi („Vigorous“) von Alexandria in Marsch gesetzt. Der Ostkonvoi mit seinen elf Transportern hatte eine Nahsicherung von drei Zerstörern, neun Geleitzerstörern, vier Korvetten und zwei Minensuchern. Dazu kam eine Deckungsgruppe unter Konteradmiral Philip Vian mit sieben leichten Kreuzern und vierzehn Zerstörern, darunter die „7. Zerstörerflottille“ mit den australischen Napier, Nestor, Nizam und Norman sowie die „14. Flottille“ mit den britischen Jervis, Kelvin und Javelin.
Am 15. Juni wurde der Konvoi durch deutsche Schnellboote angegriffen; die Begleitschiffe Newcastle und Hasty wurden so schwer beschädigt, dass sie den Konvoi verlassen mussten. Auf der Weiterfahrt kam es zu andauernden Luftangriffen, in deren Verlauf das stärkste Schiff des Ostkonvois, der Kreuzer Birmingham, schwer beschädigt wurde und der Geleitzerstörer Airedale aufgegeben werden musste. Auch die Nestor wurde beschädigt. Drei Beinahetreffer eines italienischen Bombers überfluteten die Maschinenräume und machten das Schiff antriebslos. Da ein italienischer Flottenverband um das Schlachtschiff Littorio weiter auf den Konvoi zulief, wurde der Ostkonvoi abgebrochen, zumal der Westkonvoi einige Transporter nach Malta durchbringen sollte.

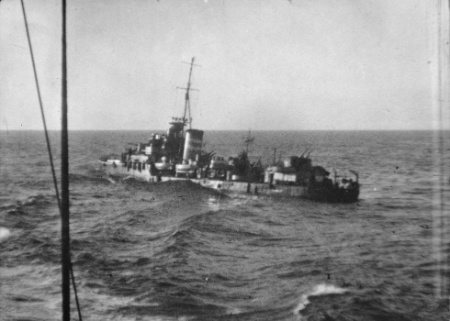
Die sinkende Nestor

Nestor wurde vom Zerstörer Javelin in Schlepp genommen; als aber am nächsten Tag die Schlepptrosse brach, wurde beschlossen, das Schiff aufzugeben. Die Besatzung wurde von der Javelin aufgenommen und die Nestor durch Wasserbomben auf Position 33° 36′ N, 24° 30′ O versenkt. Vier Besatzungsmitglieder verloren ihr Leben.

Auf dem Rückmarsch verlor der Ostverband noch den Kreuzer Hermione, der durch U 205 versenkt wurde.

## Bewaffnung
Die Bewaffnung bestand aus sechs 120-mm-Kanonen in Doppellafetten Mk XII zum Einsatz gegen See- und (eingeschränkt) Luftziele (zwei Zwillingslafetten vor der Brücke, die hintere in überhöhter Position, eine weitere auf einer Plattform hinten). Als Flakbewaffnung besaß der Zerstörer ein 2-Pfünder-Vierlingsgeschütz Mk VIII auf einer Plattform hinter dem Schornstein sowie zwei Vierling-Fla-MGs des Kalibers 0,5 inch (12,7 mm). Zehn Torpedorohre in zwei Sätzen von je fünf Rohren und Wasserbomben komplettierten die Bewaffnung. Der hintere Satz Torpedorohre wurde in der ersten Junihälfte 1941 durch ein 4-inch-(102-mm)-Flugabwehrgeschütz ersetzt.